# Позтыкерес
Позтыкерес — село в Корткеросском районе республики Коми, административный центр  сельского поселения Позтыкерес.

## География
Расположено на левобережье реки Локчим примерно в 26 км по прямой на юг от районного центра села Корткерос.

## История
Упоминается с 1707 года как починок на Поздекеросе. В 1889 году в селении построили Троицкую каменную церковь, в настоящее время в аварийном состоянии. В 1977 название села Позтыкерос официально изменили на Позтыкерес.

## Население
Постоянное население  составляло 235 человек (коми 88%) в 2002 году, 176 в 2010 .